# Visita de Heinrich Himmler a España en 1940

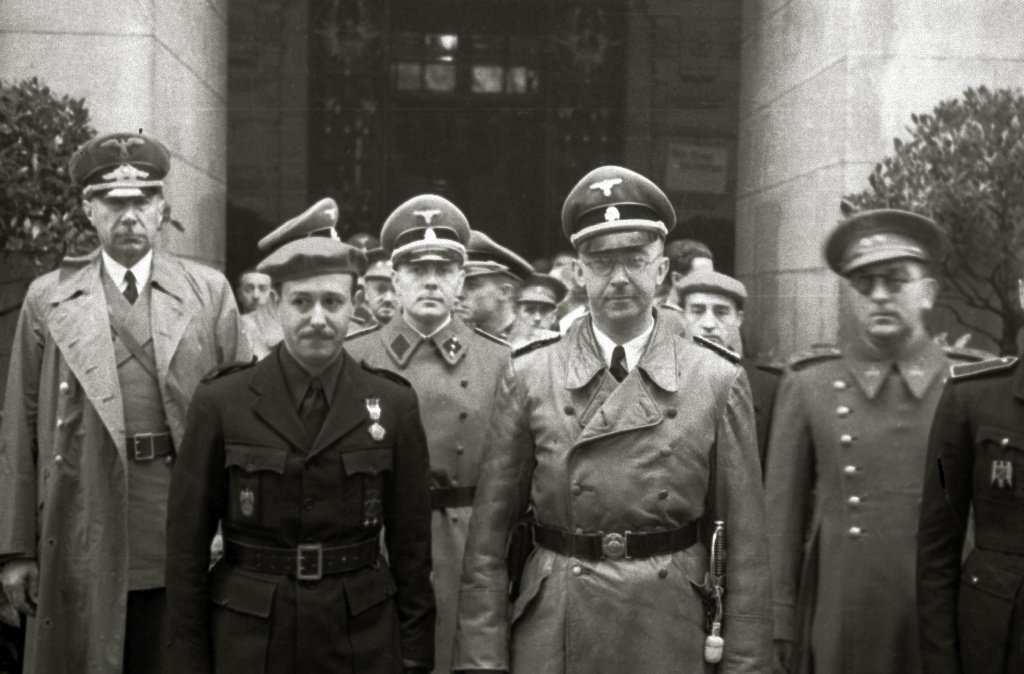
Himmler en San Sebastián, junto a José Finat y Gerardo Caballero.

La visita del líder nazi Heinrich Himmler a España en octubre de 1940 tuvo un importante componente propagandístico para el régimen franquista, en aquel momento inmerso en un acercamiento diplomático a la Alemania nazi y con la previsión de la entrada de España en la Segunda Guerra Mundial en apoyo de las potencias del Eje. La estancia de Himmler en España transcurrió entre el 19 y el 24 de octubre, y constituyó uno de los escasísimos viajes que Himmler realizó a países neutrales.

## Transcurso de la visita
Invitado por el director general de Seguridad José Finat y Escrivá de Romaní —al que había conocido en Berlín en agosto de ese año—, Himmler aceptó la invitación. El principal objetivo de la visita era inspeccionar los dispositivos de seguridad españoles, conversar sobre la cooperación policial hispano-alemana y preparar la prevista reunión entre Franco y Hitler. Sin embargo, la versión oficial que en su momento se ofreció lo presentaba más como un mero viaje turístico.
Himmler iba acompañado de un séquito alemán, entre los cuales se encontraban estrechos colaboradores como Karl Wolff y Joachim Peiper. La mañana del 19 de octubre el líder nazi entró en el país por el puesto fronterizo de Irún, donde fue recibido, entre otros, por el director general de Seguridad; el comandante de la VI Región Militar, general José López-Pinto Berizo; el embajador alemán en España, Eberhard von Stohrer; el jefe de la Gestapo en Madrid, Paul Winzer; y el jefe del Partido Nazi en España, Hans Thomsen. Poco después de atravesar la frontera hizo una parada en San Sebastián, donde fue agasajado por las autoridades locales y visitó diversos lugares. Realizó otra parada en la ciudad de Burgos y visitó su famosa catedral, además de mantener en esta ciudad castellana un encuentro con Franco, con el cual cenó.

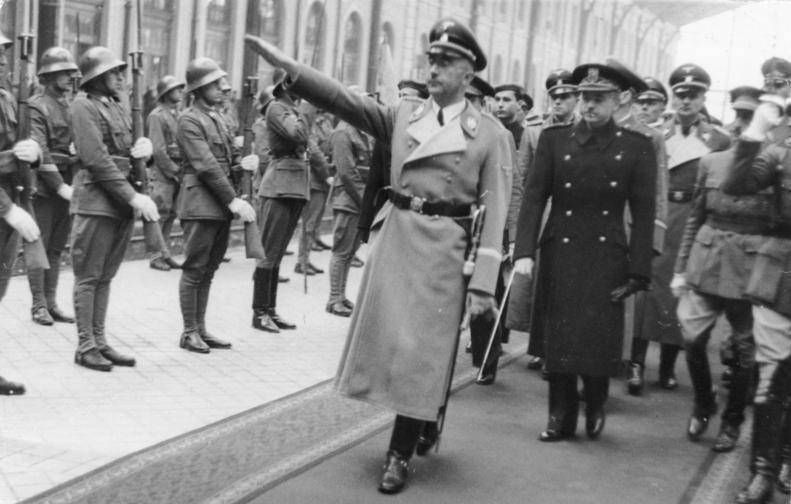
Himmler, recibido con honores en la Estación del Norte de Madrid.

El 20 de octubre llegó por la mañana a la Estación del Norte de Madrid, siendo recibido por una comitiva militar, el embajador alemán en Madrid y Serrano Suñer. En las calles de la capital, decoradas con banderas nazis, fue recibido por falangistas en uniforme y efectivos de la Policía Armada. El órgano oficial del régimen, el diario Arriba, no escatimó en elogios hacia el dignatario extranjero, llegando a comentar que «con hombres como Himmler llegan a su cenit los Estados fuertes». Tras reunirse con Serrano Suñer en la sede del Ministerio de Exteriores, Franco lo recibió en el Palacio de El Pardo. El dictador español, que según el embajador británico Samuel Hoare había recibido a Himmler como un «príncipe soberano», causó una pobre impresión en el líder nazi. Himmler asistió posteriormente a una corrida de toros que se ofreció en su honor en la plaza de Las Ventas, organizada por el propio José Finat; tal y como recogió el diario nazi Völkischer Beobachter, a su llegada a Las Ventas fue recibido por un gran aplauso. En la corrida intervinieron los toreros Pepe Luis Vázquez, Marcial Lalanda y Rafael Ortega «Gallito». Al jefe de las SS le horrorizó lo que vio y posteriormente comentaría su desagrado con la corrida, considerándola un espectáculo «cruel».
Serrano Suñer utilizó esta visita para impulsar su posición política en el régimen. Dado que no quedó satisfecho con la cobertura que hizo la prensa del régimen,  dio instrucciones a Enrique Giménez-Arnau —director general de prensa— para que periódicos como ABC, Ya o Arriba estuviesen «a la altura de las circunstancias».

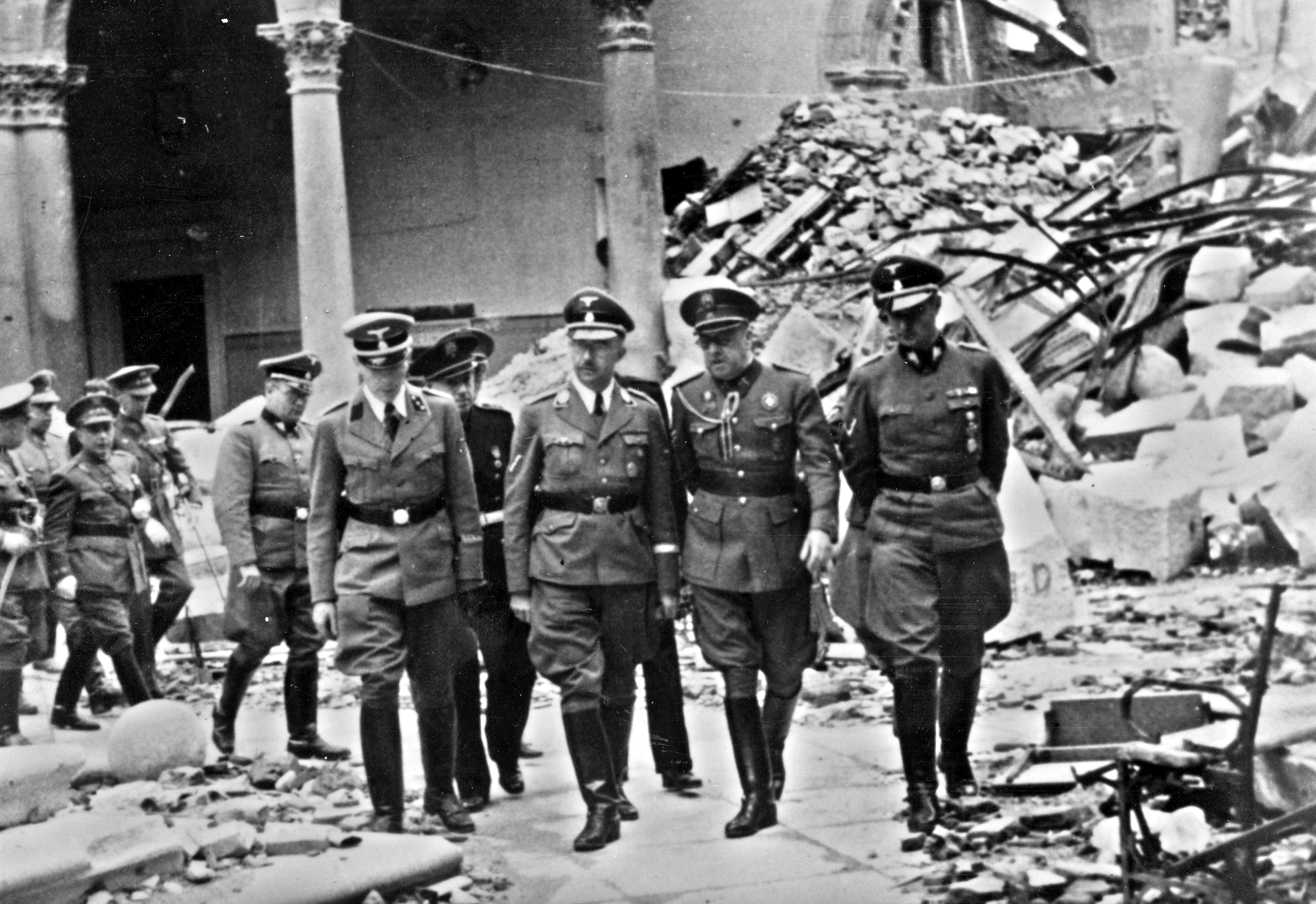
Himmler y el general Moscardó visitando las ruinas del Alcázar. Junto a ellos también está Karl Wolff.

Al día siguiente Himmler se trasladó a El Escorial y a la antigua capital visigoda, Toledo, donde recorrió las ruinas del destruido alcázar. Algunos autores relacionan esta visita con su búsqueda del Santo Grial al haber sido Toledo una importante sede templaria, alquimista y nigromante. El arqueólogo español Julio Martínez Santa-Olalla, un ardiente simpatizante nazi, fue asignado al cortejo y acompañó a Himmler durante estas visitas. Por la noche el jefe de las SS asistió a una cena en el madrileño Hotel Ritz que había organizado José Finat, y a la que concurrieron las principales jerarquías de Falange. El 22 de octubre, por la mañana, Himmler visitó el Museo del Prado, la sede de Auxilio Social y el Museo Arqueológico de Madrid —donde estudió con atención un mapa de las invasiones germánicas—, y ya por la tarde dio un discurso en la sede madrileña del Partido Nazi. Durante su alocución el jefe de las SS anunció que «todos los judíos del Gran Reich Alemán serían reasentados en un "gueto cerrado" del Gobierno General».
Tras su estancia en la capital, la comitiva alemana se dirigió en avión hacia Barcelona. Aterrizó en el aeródromo del Prat la mañana del 23 de octubre, siendo recibido por las autoridades militares y civiles. Acompañado del capitán general de Cataluña, el general Orgaz, y del alcalde de Barcelona, Miguel Mateu y Pla, asistió a un acto folclórico en el Pueblo Español de Montjuich. En la ciudad condal Himmler y su séquito se alojaron en el Hotel Ritz. En torno a las 15:30 horas la comitiva se trasladó hasta el monasterio de Montserrat, lugar que era bien conocido por la tradición del Santo Grial. De hecho, Himmler creía firmemente que Montserrat era en realidad el «Monsalvat» que aparece narrado en la ópera Parsifal de Richard Wagner. Uno de los monjes, Andreu Ripoll Noble, era el único que sabía hablar alemán, por lo que hizo de intérprete con el grupo de visitantes. Himmler —que en varias ocasiones remarcó a los monjes el origen germánico y pagano de Montserrat— pidió ver los archivos relacionados con la ubicación del Santo Grial, aunque los benedictinos le hicieron ver que allí no se encontraba. A su regreso a Barcelona visitaron el consulado alemán y posteriormente asistieron a una cena ofrecida por el Ayuntamiento. Tras la cena Himmler y otros jerarcas franquistas visitaron una antigua «checa» republicana sita en la calle Vallmajor. Al día siguiente tomó un avión y volvió a Alemania.
Se da la circunstancia de que mientras el líder nazi estuvo en Barcelona, se extravió su cartera con documentos secretos.

## Significado y trascendencia
Durante su gira por España, Himmler también visitó algunas cárceles y campos de concentración franquistas. El líder nazi quedó sorprendido por la magnitud y la crudeza de la represión franquista. Su reacción, sin embargo, no estuvo motivada por razones humanitarias, sino por el hecho de que consideraba que el nivel de represión era «políticamente» contraproducente y también por lo absurdo que resultaba para Himmler el hecho de exterminar a una valiosa mano de obra cuando se necesitaban con urgencia trabajadores para la reconstrucción del país. Ante el ambiente deprimido que se encontró durante su estancia en la capital, recomendó a Franco y Serrano Suñer que pasaran página «para evitar que toda la vida nacional siga girando alrededor de la tragedia nacional».
El líder nazi mantuvo varios encuentros con Serrano, tras los cuales se alcanzó un acuerdo que reforzaba la cooperación política y policial entre ambos países: la Gestapo abriría una oficina en la embajada alemana de Madrid y el Sicherheitsdienst (SD) establecería delegaciones en cada consulado germano en suelo español, a la vez que los agentes nazis que actuaran en el territorio de España tendrían inmunidad diplomática; como contrapartida, los agentes españoles que actuasen en Alemania y en la Francia ocupada también tendrían inmunidad. Himmler se aseguró asimismo de que un adjunto suyo que ya operaba en el país, Paul Winzer, instruyera a la nueva policía secreta española. En definitiva, estos acuerdos se unían al firmado en 1938, que preveía la extradición mutua de detenidos entre ambos países y el establecimiento de una red del Sicherheitsdienst. Además de las cuestiones policiales, también se trató materia relacionada con la propaganda nazi en España.

## Galería

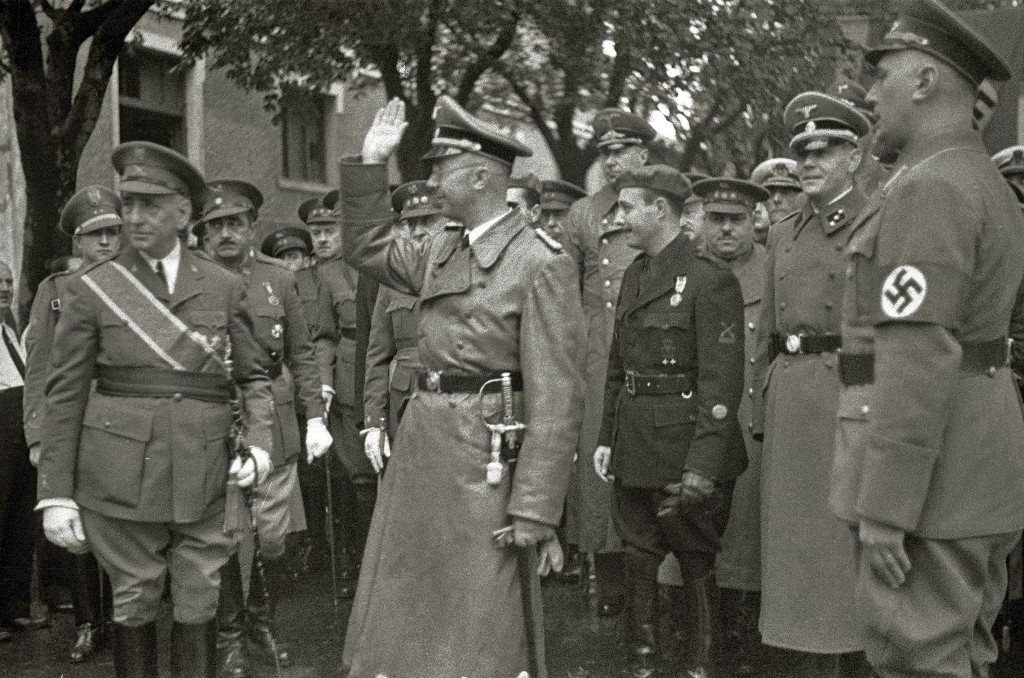
Himmler en Irún, tras su entrada en España.
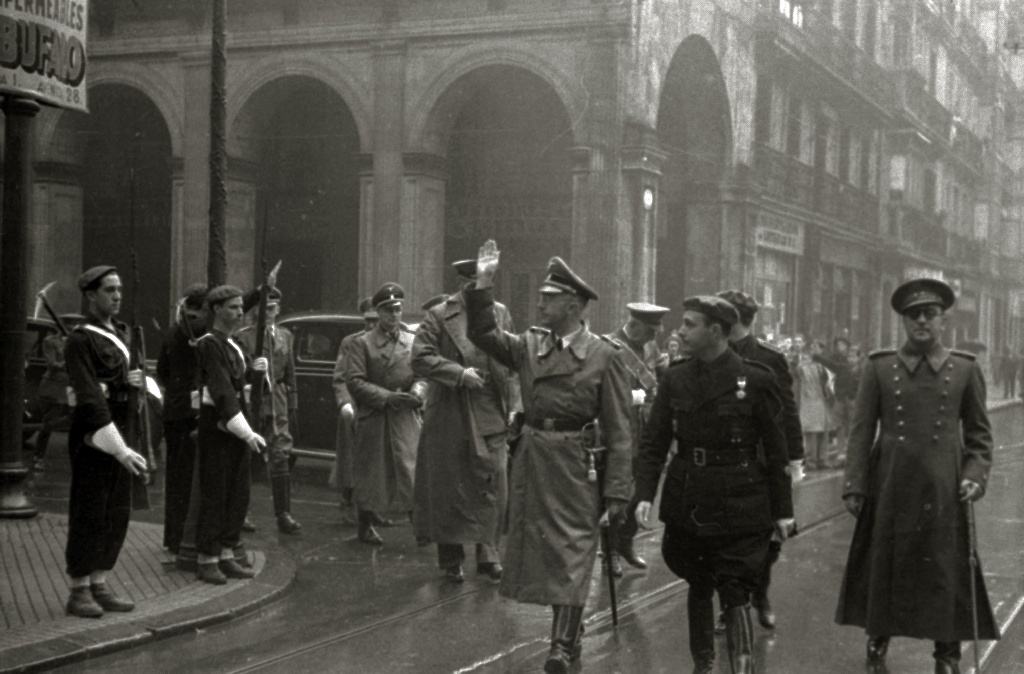
Paseando por las calles de San Sebastián.
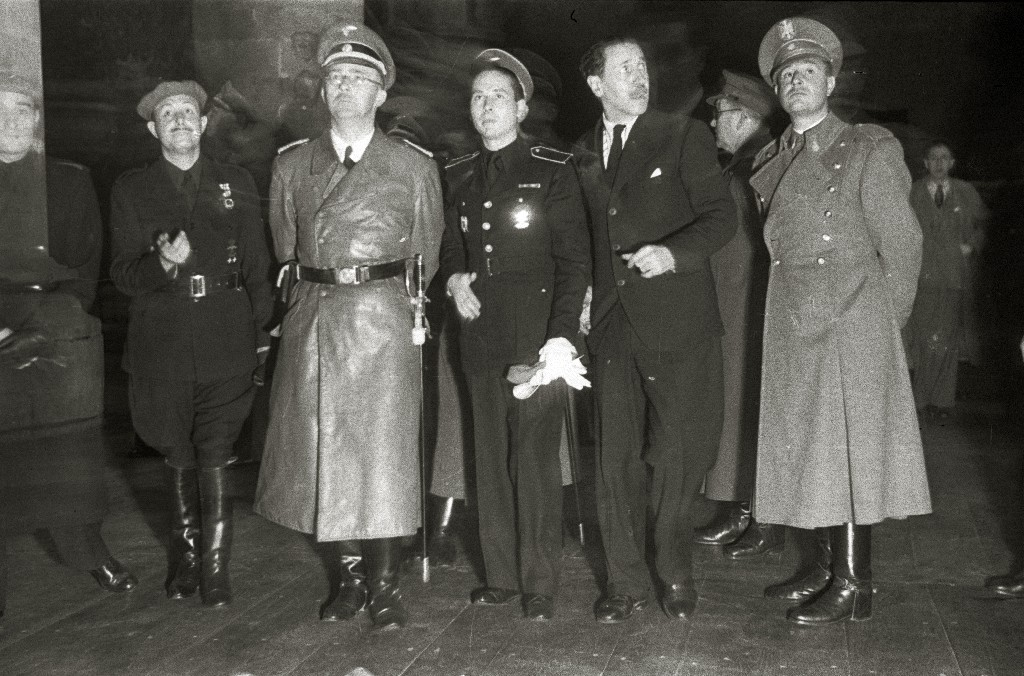
Visitando el Museo San Telmo de San Sebastián.
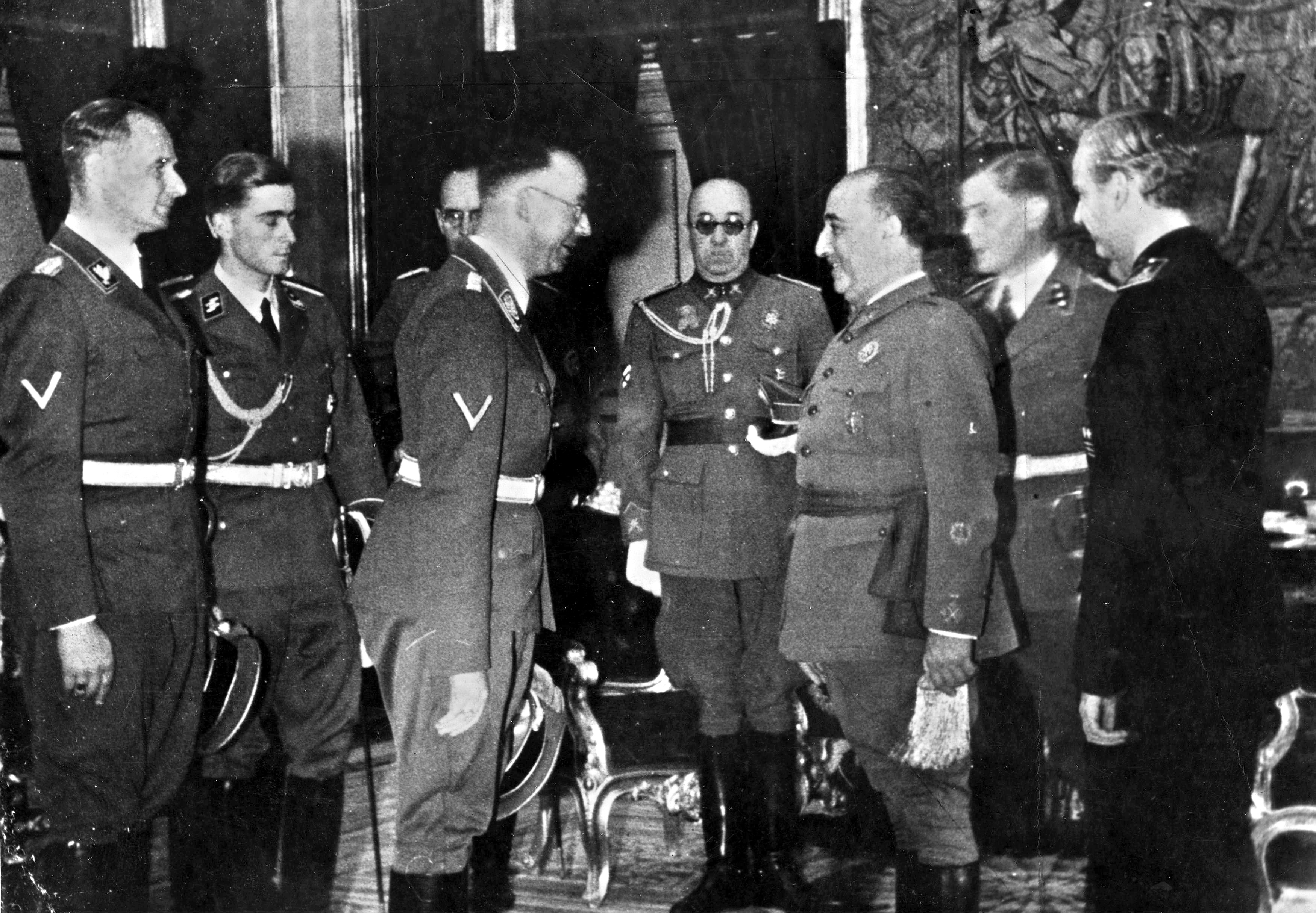
Junto a Franco y Serrano Suñer, en la recepción del Palacio de El Pardo.
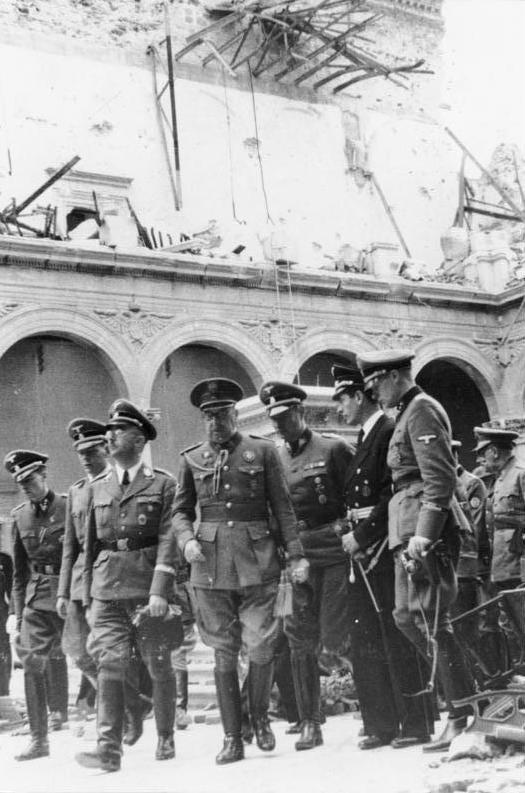
Visitando las ruinas del Alcázar de Toledo.
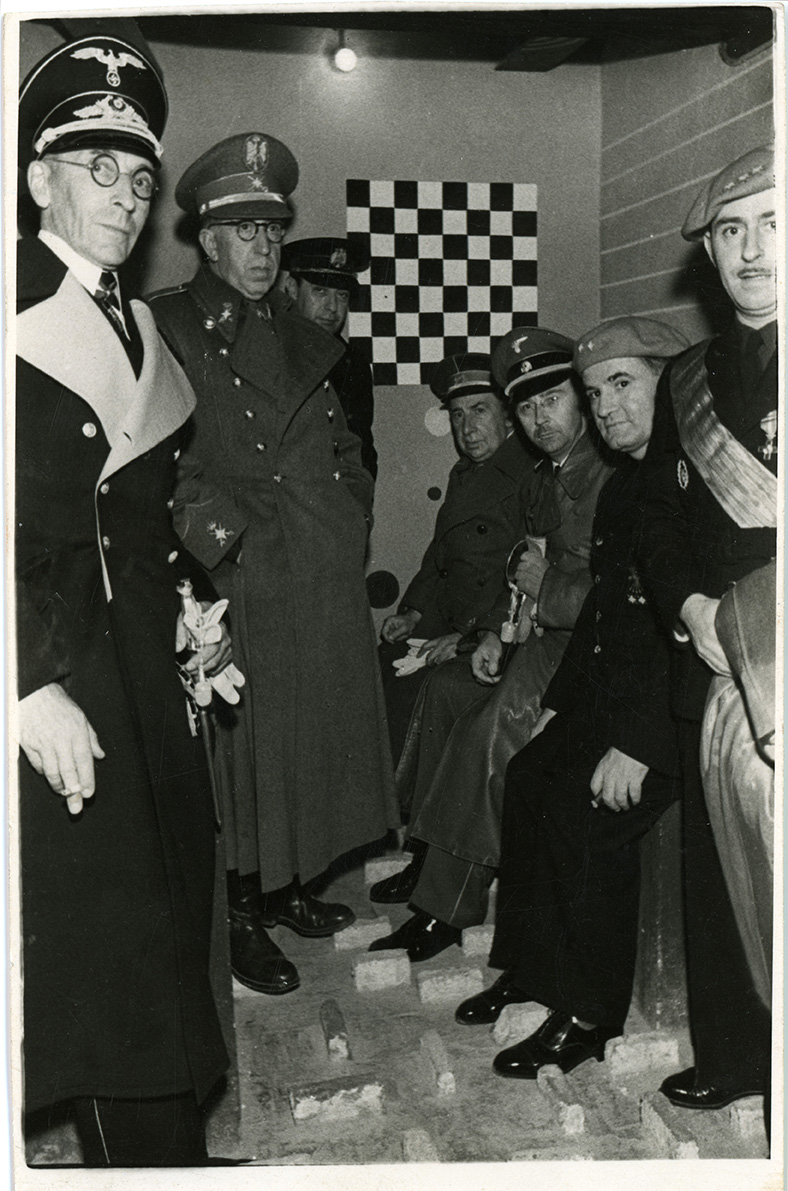
Visitando una antigua «Checa», en Barcelona.